# Station Mennecy
Station Mennecy is een spoorwegstation aan de spoorlijn Villeneuve-Saint-Georges - Montargis. Het ligt in de Franse gemeente Mennecy in het departement Essonne (Île-de-France).

## Geschiedenis
Het station is op 5 januari 1865 geopend bij de opening van de sectie Corbeil - Maisse.

## Ligging
Het station ligt op kilometerpunt 40,052 van de spoorlijn Villeneuve-Saint-Georges - Montargis.

## Diensten
Het station wordt aangedaan door treinen van de RER D tussen Châtelet - Les Halles en Malesherbes.

## Vorig en volgend station
| Richting                 | Vorig station | Lijn  | Volgend station | Richting       |
| ------------------------ | ------------- | ----- | --------------- | -------------- |
| Châtelet - Les Halles D8 | Moulin-Galant | RER D | Ballancourt     | Malesherbes D4 |